# Pillow Book
The Pillow Book är en konstfilm från 1995, skapad av den brittiske filmregissören och konstnären Peter Greenaway.
Handlingen utspelar sig i Hongkong och Japan. 
"Nagiko" (Vivian Wu) är sedan barndomen besatt av att människor skriver på hennes hud, och i sin desperation letar hon efter den perfekte älskaren/tecknaren. I Hongkong träffar hon Jerôme (Ewan McGregor), som hon blir förälskad i. Han får henne sedan att börja skriva böcker på nakna män, som hon lyckas publicera tack vare att Jerôme förför en bokförläggare, samme bokförläggare som utnyttjade "Nagikos" far när hon var barn.

## I rollerna
- Vivian Wu
- Ewan McGregor
- Yoshi Oida
- Ken Ogata